# Peter Agre
Peter Agre (* 30. ledna 1949) je americký biolog a chemik. V roce 2003 získal spolu s Roderickem MacKinnonem Nobelovu cenu za chemii za objevy týkající se akvaporinů, tedy kanálů v buněčných membránách.

## Život
Agre se narodil v Northfieldu v státě Minnesota. Bakalářský titul získal na Augsburg College v Minneapolisu a titul M.D. na Johns Hopkins University ve městě Baltimore ve státě Maryland. Momentálně je prorektorem Lékařské fakulty na Duke University.